# نسیم الروح
نسیم الروح (عربی: نسيم الروح) یک فیلم به کارگردانی عبداللطیف عبدالحمید است که در سال ۱۹۹۸ منتشر شد. از بازیگران آن می‌توان به بسام کوسا و سلاف فواخرجی اشاره کرد.